# Sortering

Goed gesorteerde korrels (links) vergeleken met slecht gesorteerde korrels (rechts).

Met sortering wordt binnen de sedimentologie de mate van spreiding binnen de korrelgrootte-verdeling van sediment aangeduid. Met een 'goede' sortering wordt een kleine spreiding bedoeld en een 'slechte' sortering wijst op een hoge mate van spreiding. Eolische afzettingen zijn bijvoorbeeld meestal goed gesorteerd, aangezien ze meestal slechts uit een bepaalde korrelgrootteklasse bestaan. Een diamict is daarentegen zeer slecht gesorteerd, omdat het zowel zeer fijn (klei en silt) als zeer grof (grind en keien) sediment bevat.
- Een lange sedimenttransportweg leidt tot een betere sortering, terwijl snelle sedimentatie slechte sortering tot gevolg heeft
- De korrelgrootte van het sediment zelf heeft invloed op de sortering, zo zijn grind en modder over het algemeen slechter gesorteerd dan zand.